# Castello Stockalper

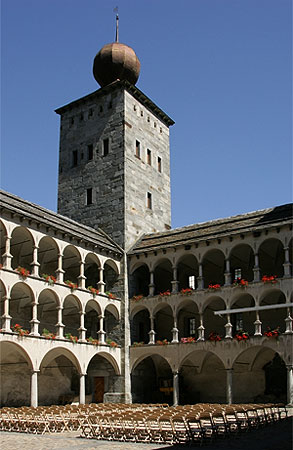
La corte interna e il porticato.

Il castello Stockalper si trova a Briga nel canton Vallese, in Svizzera.

## Storia
Si trova a fianco del vecchio palazzo dove nacque e visse il barone Kaspar Jodok von Stockalper da giovane.
La costruzione, in stile barocco, fu iniziata nel 1658 per volere del barone, famoso commerciante soprannominato "re del Sempione", notaio e uomo politico del Vallese, ma fu terminata solo nel 1678, per quanto fosse già per buona parte completata nel 1666. Lo scopo del barone era quello di costruire a Briga una residenza fortificata per ospitare le sue mercanzie che transitavano dal Passo del Sempione (da non dimenticare che a Gondo vi erano le miniere d'oro gestite sempre dallo stesso barone), raggiungibile agevolmente dagli anni '30 proprio grazie a una mulattiera, la Stockalperweg, fatta pure costruire da lui.
In notevole degrado sul finire del Ottocento, il castello fu poi acquistato nel 1948 dal comune di Briga che ha creato una fondazione per la sua gestione e salvaguardia. È stato restaurato in più occasioni tra il 1954 e il 1961. È tuttora in ottime condizioni ed è aperto ai visitatori. Vi si trovano gli uffici amministrativi comunali, il tribunale, un teatro, un museo, la biblioteca e l'archivio Stockalper.

## Aspetti architettonici
L'edificio è a pianta rettangolare, a quattro piani. È dotato di una grande corte interna (ben 1 280 m2, attualmente sfruttati per concerti e spettacoli) circondata da un porticato a tre ordini di arcate con colonne in tufo ispirate all'arte italiana del Rinascimento. In passato il porticato era utilizzato per ospitare le merci. L'insieme è comunque eterogeneo e unisce vari stili: edifici gotici, giardini che ricordano le ville francesi con torri coronate da grosse cupole metalliche a cipolla. E proprio le torri del castello Stockalper, che rappresentano il simbolo della città, sono un omaggio alla leggenda dei Re Magi: il barone Stockalper ha chiamato le tre torri con i loro nomi, dedicando la torre più grande al Re Mago Gaspare, di cui lui portava il nome. Inoltre il nome latino del castello perpetua a tutti le origini delle torri: Domus Trium Regum (la Casa dei Tre Re).
Di particolare interesse sono la sala signorile dal soffitto a cassettoni (del XVIII secolo), la cappella, la sala dei cavalieri (contenente una galleria di ritratti) e la sala dei tre Re Magi.
A ovest dell'edificio si stende un ampio giardino a cui si accede dal cortile attraverso un cancello artistico in ferro battuto.